# Star Trek: Phase II
Star Trek: Phase II foi uma planejada série de televisão americana baseada nos personagens criados por Gene Roddenberry para a série Star Trek, que foi exibida entre 1966 e 1969. Estava planejada para estrear em maio de 1978 na proposta Paramount Television Service (uma antecessora da UPN). A série seguiria as aventuras da tripulação da nave estelar USS Enterprise em uma segunda missão de cinco anos.

## Concepção e abandono
Várias tentativas para fazer um filme de Star Trek foram feitas na década de 1970, incluindo o tratamento de Roddenberry chamado de The God Thing em 1975, e uma outra tentativa chamada de Planet of the Titans, que se tornou um roteiro, porém foi abandonado em 1977. Ficou decidido que se iria criar uma nova série de televisão de Star Trek, para um novo canal de televisão criado pela Paramount. A série foi anunciada em 17 de junho de 1977, com a estreia marcada para maio de 1978.
Os trabalhos na pré-produção começaram, com cenários sendo construídos e  muitos dos modelos (incluindo a Enterprise) sendo completados.  Acordos foram feitos para trazer de volta o elenco original e novos atores foram contratados. Foi planejado usar os uniformes da Frota Estelar da série original. As filmagens não haviam começado, porém testes foram filmados. Treze roteiros já haviam sido escritos, o suficiente para metade de uma temporada.
Os trabalhos na série terminaram quando a proposta da Paramount Televison Service fracassou. Entretanto, após o sucesso dos filmes de ficção científica Star Wars e Close Encounters of the Third Kind, o planejado episódio piloto, "In Thy Image", foi adaptado para o filme Star Trek: The Motion Picture.
Vários minutos dos filmes de teste, incluindo a da nova engenharia, teste de figurino com a tripulação, teste de David Gautreaux como Xon e testes de figurino de Persis Khambatta como Ilia; foram incluídos no DVD da versão do diretor de Star Trek: The Motion Picture.

## Elenco e Personagens
A série teria William Shatner e DeForest Kelley retornado aos seua pápeis como James T. Kirk e Leonard McCoy. Leonard Nimoy se recusou a retornar devido a problemas de propaganda com seu personagem Spock, sua insatisfação com Roddenberry que exibiu rolos de erros de gravações em várias convenções e sua obrigação de aparecer na peça de teatro Equus, apesar de roteiros iniciais incluírem o personagem. Scotty, Uhura, Sulu e Chekov retornariam, com Sulu e Uhura sendo promovidos a Tenente-Comandante e Chekov a Tenente e Chefe de Segurança. Christine Chapel também retornaria, tendo se tornado uma doutora. Phase II também veria o retorno de Janice Rand a Enterprise.

### Novos Personagens
A série teria vários personagens novos, incluindo o Comandante Willard "Will" Decker; Primeiro Oficial; Tenente Ilia e o vulcano Tenente Xon.

#### Tenente Xon
De acordo com a "bíblia" da série, Xon seria um vulcano total, diferente de Spock, e recém saído da Academia aos 22 anos. O personagem de Xon não aparece em Star Trek: The Motion Picture, apesar de David Gautreaux ter recebido um papel. Quando Leonard Nimoy finalmente concordou em retornar ao papel de Spock, sua substituto vulcano como oficial de ciências de tornou o Comandante Sonak, que apareceu rapidamente no filme, morrendo em um problema de transporte após algumas cenas e falas. Isso foi feito para preservar Xon para uma futura produção. David Gautreaux fez uma aparição rápida no filme como um humano, o Comandante Branch da estação espacial Episolon 9.
O conceito de um brilhante jovem cientista vulcano quase sobreviveu no filme seguinte. Uma premissa desenvolvida para uma possível sequência para o primeiro filme tinha um vulcano chamado Dr. Savik. Uma variação do nome, Saavik, foi mais tarde transformada em uma vulcana fêmea quando vários elementos de premissas foram combinadas para Star Trek II: The Wrath of Khan. Elementos de Xon, como sua procura para entender os humanos, foram transferidos para o personagem de Data em Star Trek: The Next Generation. Também, o conceito de um vulcano total lidando com humanos foi explorado com T'Pol em Star Trek: Enterprise.

#### Comandante Willard "Will" Decker
Decker é descrito como vindo de uma longa linhagem de oficiais da Frota Estelar. Notas dos roteiros estabeleciam que seu pai era o Comodoro Matt Decker, que apareceu no episódio da série original "The Doomsday Machine", e que ele iria "comandar alguns grupos de desembarque", antecipando a situação em The Next Generation onde o primeiro oficial iria comandar os grupos de desembarque. O papel de Decker permaneceu sem ator até o projeto do filme começar oficialmente, quando Stephen Collins foi contratado.

#### Tenente Ilia
Ilia, uma delta, é estabelecida como empata. Ambos, Decker e Ilia, aparecem em The Motion Picture, porém nenhum dos dois sobrevive. The Motion Picture estabelece que Decker e Ilia tinham uma relação preexistente. Persis Khambatta foi contratada para interpretar Ilia em Phase II, sendo carregada para o filme. Os personagens de The Next Generation, William T. Riker e Deanna Troi foram derivados de Decker e Ilia.

## Episódios
Dois roteiros para a série ("The Child" e "Devil's Due") foram reescritos para Star Trek: The Next Generation.
| Episódio                                | Roteirista                     | Descrição |
| --------------------------------------- | ------------------------------ | --- |
| "In Thy Image"                          | Alan Dean Foster               | O piloto de duas horas que eventualmente se tornou Star Trek: The Motion Picture. A história de Foster é similar a que Roddenberry escreveu para o filme Genesis II. Uma gigante nave estelar atravessa o universo em busca de seu criador na Terra.                                |
| "Tomorrow and the Stars"                | Larry Alexander                | Durante um ataque klingon, Kirk ordena um transporte de emergência que acaba por levá-lo a Pearl Harbor, pouco antes do ataque japonês, onde ele se apaixona por uma mulher vivendo no local. A história é similar ao episódio da série original "The City on the Edge of Forever". |
| "Cassandra"                             | Theodore Sturgeon              | A Enterprise media uma disputa entre dois planetas sobre "O Monitor", enquanto um desajeitado alferes cuida de um bebê alienígena que pode prever o futuro. |
| "The Child"                             | Jaron Summers e Jon Povill     | Um ser de luz engravida Ilia para experimentar a vida como um delta. O casco da Enterprise começa a falhar quando a nave entra em uma estranha nebulosa. A ideia deste episódio foi usada para o episódio de mesmo nome de The Next Generation.                                     |
| "Deadlock"                              | David Ambrose                  | Enquanto procura por uma nave desaparecida, a Enterprise é chamada devolta para uma base estelar para participar em um estranho jogo de guerra. |
| "Kitumba"                               | John Meredyth Lucas            | O Enterprise é enviada ao planeta natal klingon para ajudar Ksia, tutora do jovem líder klingon, a impedir que seu aluno começe uma guerra contra a Federação. Este seria um episódio em duas partes.                                                                               |
| "Practice in Waking"                    | Richard Bach                   | A Enterprise encontra uma nave onde Decker, Scotty e Sulu ficam presos em uma simulação do século XVI. |
| "The Savage Syndrome"                   | Margaret Armen & Alfred Harris | Enquanto investiga uma antiga nave, a Enterprise é atingida por uma luz que faz uma lavagem cerebral na tripulação, transformando-os em selvagens. Uma situação semelhante foi mostrada no episódio "Genesis", de The Next Generation.                                              |
| "Are Unheard Melodies Sweet?" ou "Home" | Worley Thorne                  | Enquanto procura uma nave desaparecida, a Enterprise encontra um planeta que precisa de homens. |
| "Devil's Due"                           | William Douglas Lansford       | A Enterprise faz primeiro contato com o planeta Neuterra, no mesmo momento que uma mítica criatura, Komether, que vendeu o plenta em troca de paz milenios antes, volta. A ideia deste episódio foi usada para o episódio de mesmo nome de The Next Generation.                     |
| "Lord Bobby's Obsession"                | Shimon Wincelberg              | A Enterprise encontra um cruzador klingon com apenas uma forma de vida abordo, um tal de Lorde Bobby do século XIX da Terra. |
| "To Attain the All"                     | Norman Spinrad                 | A Enterprise fica presa em um jogo de lógica onde, se você vencer, irá "ganhar o Tudo", um grande depósito de conhecimento. |
| "The War to End All Wars"               | Arthur Bernard Lewis           | A Enterprise resgata um andróide fêmea, Yra, cuja filosofia de sucesso de seu planeta, "paz através da guerra", foi corrompida pelo líder Plateous III. |